# Ariola Records
Ariola, znana także jako Ariola Records lub Ariola Eurodisc – niemiecka wytwórnia płytowa, od końca lat 80. będąca w posiadaniu BMG, które z kolei później stało się częścią Sony BMG Music Entertainment.
Wytwórnia ta posiada kilka pododdziałów, m.in. Ariola America, Ariola Benelux, Ariola Athena czy Ariola UK. Ariola America wydaje między innymi płyty piosenkarki Natalii Oreiro.